# Gà rán
Gà rán miền Nam Hoa Kỳ, hay còn gọi là gà rán, là một món ăn xuất xứ từ miền Nam Hoa Kỳ; nguyên liệu chính là những miếng thịt gà đã được lăn bột rồi chiên trên chảo, chiên ngập dầu, chiên áp suất hoặc chiên không dầu. Lớp bột chiên xù sẽ giúp cho miếng gà có một lớp vỏ ngoài giòn rụm, còn phần thịt bên trong vẫn mềm và mọng nước. Nguyên liệu được sử dụng phổ biến nhất là gà thịt.
Bánh fritter được ghi nhận là món chiên ngập dầu đầu tiên, rất phổ biến tại châu Âu thời trung cổ. Tuy nhiên, chính người Scotland mới là những người châu Âu đầu tiên chiên gà kiểu này với mỡ (không nêm gia vị). Kỹ thuật chiên Scotland sau đó được kết hợp với cách tẩm gia vị Tây Phi của những người di cư sang Scotland và người Mỹ gốc Phi ở miền Nam nước Mỹ.

## Lịch sử
Món chiên ngập dầu đầu tiên, bánh fritter đã có mặt ở châu Âu từ thời trung cổ. Công thức cho món gà chiên ngập dầu xuất hiện từ thế kỷ thứ 4 với tên gọi Pullum Frontoniaum và nằm trong cuốn sách nấu ăn La Mã Apicius.
Theo ghi chép, thuật ngữ "gà rán" được sử dụng lần đầu trong tiếng Anh Hoa Kỳ vào những năm 1830, sau đó xuất hiện thường xuyên trong các sách dạy nấu ăn của Mỹ thời 1860–1870. Nguồn gốc món gà rán ở các bang miền nam nước Mỹ được cho là bắt nguồn từ ẩm thực Scotland cùng ẩm thực Tây Phi. Với món gà rán Scotland, người ta chiên miếng gà bằng mỡ và không nêm gia vị, còn gà rán Tây Phi thì được tẩm gia vị, đập nhuyễn rồi chiên bằng dầu cọ. Ở miền Nam nước Mỹ, những người nô lệ châu Phi cũng dùng kỹ thuật chiên Scotland kết hợp với cách tẩm gia vị Phi châu. Món ăn này cũng là phương tiện tự chủ kinh tế của nhiều nữ nô lệ da đen, từ những năm 1730 họ đã bán thịt gia cầm (sống hoặc nấu chín) để kiếm kế sinh nhai. Điều này cộng với việc nguyên liệu đắt đỏ, nên trái với quan niệm của nhiều người, thật ra gà rán là một món ăn ít phổ biến của cộng đồng người Mỹ gốc Phi và chỉ dành cho những dịp đặc biệt.

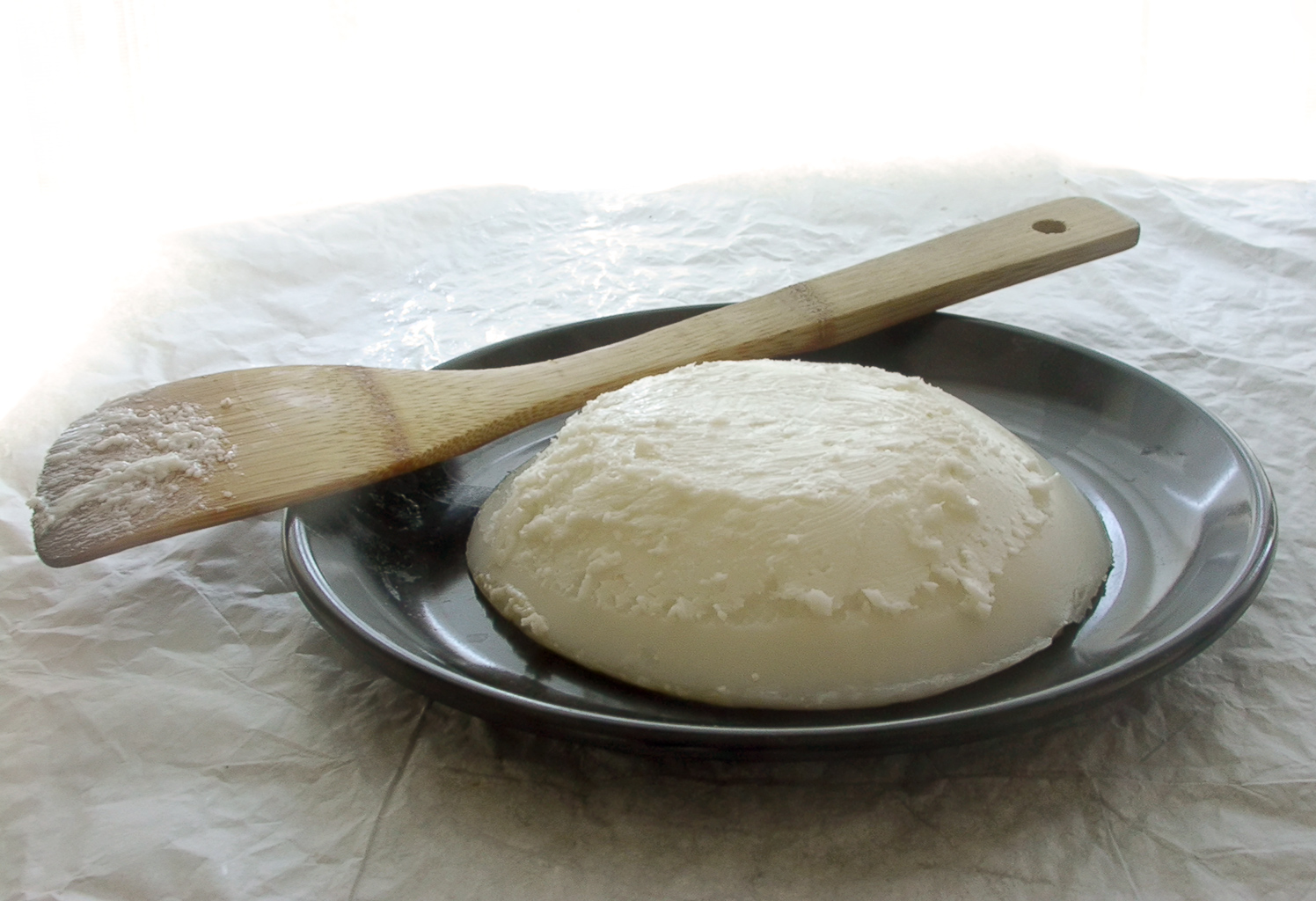
Mỡ lợn làm tại nhà.

Sau khi việc chăn nuôi lợn phát triển mạnh hơn và nhanh chóng (do lai tạo giữa các giống lợn châu Âu và châu Á) vào thế kỷ 18 và 19 ở Hoa Kỳ, việc chăn nuôi lợn ở quy mô nhỏ và trong vườn nhà đã giúp con người có thể chuyển đổi thức ăn thừa, chất thải cây trồng ít tốn kém hơn, và rác thải thành calo (trong một không gian tương đối nhỏ và trong một khoảng thời gian tương đối ngắn). Nhiều calo đó tồn tại ở dạng chất béo và mỡ lợn. Mỡ lợn được sử dụng trong hầu hết mọi công việc nấu nướng và là thành phần cơ bản trong nhiều món ăn phổ biến ở gia đình (mà phần nhiều trong số đó vẫn là món ăn cho dịp lễ hoặc comfort food cho đến ngày nay) như bánh quy và bánh nướng. Nhu cầu kinh tế và năng lượng calo về việc tiêu thụ mỡ lợn cũng như chất béo (trữ trong nhà) có thể đã làm cho thực phẩm chiên trở nên phổ biến, không chỉ ở Hoa Kỳ mà còn trên khắp thế giới.
Vào thế kỷ 19, chảo gang trở thành một công cụ nấu nướng phổ biến. Món gà rán ngày nay chính là bắt nguồn từ việc kết hợp bột mì, mỡ lợn, thịt gà cùng một chiếc chảo nặng đặt trên lửa vừa lại với nhau.
Khi du nhập vào miền Nam nước Mỹ, gà rán trở thành một món đặc trưng và phổ biến. Khi buôn bán nô lệ trở nên phát triển, nhiều người da đen đã phải làm đầu bếp trong các đồn điền phía Nam. Ở đây, họ có dịp thêm thắt nhiều loại gia vị mà không có trong ẩm thực truyền thống của Scotland khiến hương vị của món ăn này thêm phong phú. Đa số nô lệ không thể chăn nuôi các động vật đắt tiền để lấy thịt, nhưng họ lại được phép nuôi gà, dẫn đến việc món gà rán tiếp tục trở thành một món đặc trưng trong những dịp đặc biệt của cộng đồng người Mỹ gốc Phi tại Nam Hoa Kỳ. Sau khi chế độ nô lệ được xóa bỏ, nó dần dần trở nên phổ biến như một món ăn đặc trưng của khu vực này. Thời đó chưa có tủ lạnh, mà gà rán là một món ăn dễ bảo quản trong thời tiết nóng bức cho mục đích vận chuyển nên lại càng được ưa chuộng trong các giai đoạn lịch sử Hoa Kỳ mà nhà hàng đóng cửa đối với người da đen do phân biệt đối xử. Gà rán là một trong những lựa chọn hàng đầu cho "bữa tối chủ nhật", đồng thời cũng có trong thực đơn của các ngày lễ như Quốc khánh hay những buổi tụ họp.
Kể từ Nội chiến Hoa Kỳ, các món truyền thống của nô lệ như gà rán, dưa hấu, và chitterlings bắt đầu hình thành mối liên hệ chặt chẽ với những định kiến về người Mỹ gốc Phi và nghệ thuật minstrelsy với hình ảnh người da đen. Điều này đã được thương mại hóa trong nửa đầu thế kỷ 20 bởi các nhà hàng như Sambo's và Coon Chicken Inn, nơi đã chọn những mô tả phóng đại về người da đen làm linh vật, ngụ ý chất lượng các món ăn của họ với những định kiến trên. Dù ngày nay chúng được thừa nhận một cách tích cực với tên gọi "soul food", nhưng mối liên hệ của nền văn hóa người Mỹ gốc Phi dành cho gà rán vẫn được coi là một vấn đề tế nhị, có thể gây ra phẫn nộ. Trong khi quan niệm về gà rán với vai trò là một món ăn dân tộc đã mờ dần trong vài thập kỷ, thì đối với sự phổ biến của các món gà rán ở Mỹ, khuôn mẫu về chủng tộc này vẫn còn tồn tại.
Trước khi công nghiệp hóa chăn nuôi gà và tạo ra các giống gà thịt, chỉ những con gà giò non (gà mái tơ hoặc gà trống) mới thích hợp với nhiệt độ cao và thời gian chiên nấu tương đối nhanh, khiến gà rán trở thành một món xa xỉ trong mùa xuân hoặc mùa hè. Những con gà già hơn, dai hơn sẽ cần thời gian nấu lâu hơn ở nhiệt độ thấp hơn. Để bù đắp cho điều này, đôi khi người ta ninh những con gà này cho đến khi mềm, để nguội và hong khô rồi mới đem đi chiên.

## Mô tả

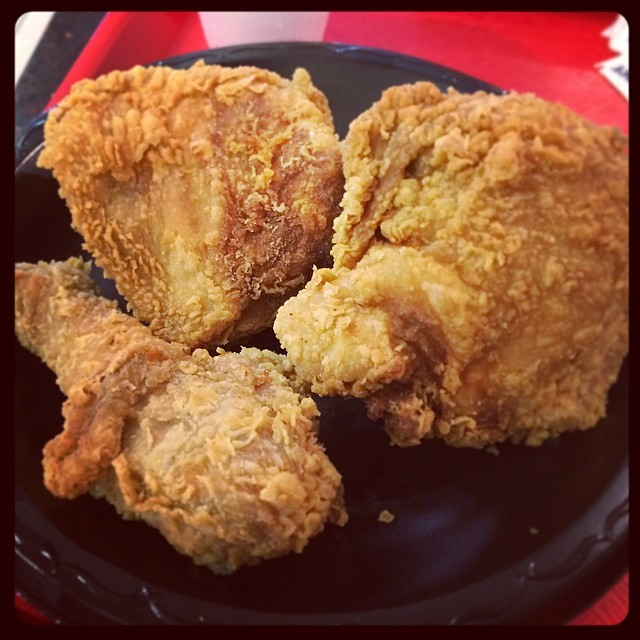
Gà rán Paschal's, Atlanta, Georgia

Những tính từ dùng để mô tả món gà rán là "giòn rụm", "mọng", "giòn tan"; hoặc cũng có thể là "cay" hoặc "mặn". Tùy cách chế biến mà cũng có thể cho một số loại ớt như bột paprika, hoặc tương ớt lên gà rán để tạo vị cay, kiểu này đặc biệt phổ biến ở các chuỗi nhà hàng thức ăn nhanh như KFC. Theo truyền thống, gà rán sẽ được ăn kèm với khoai tây nghiền, nước thịt, mì ống macaroni và pho mát, xà lách coleslaw, ngô cũng như bánh mì biscuits.
Món ăn này nổi tiếng vì sự béo ngậy và nhiều dầu mỡ, đặc biệt là khi được làm bởi các cửa hàng thức ăn nhanh. Một số bản báo cáo cho biết rằng có những tín đồ của món ăn này phải giới hạn số lần ăn gà rán trong một năm, nhằm giữ cho lượng chất béo trong cơ thể nằm ở mức hợp lý. Trong số các bộ phận khác nhau của gà dùng để rán, cánh thường chứa nhiều chất béo nhất, với gần 40 gam (1,4 oz) chất béo trong 100 gam (3,5 oz) cánh. Tuy nhiên, gà rán nguyên con trung bình chỉ chứa khoảng 12% chất béo, tương đương 12 gam (0,42 oz) trong mỗi 100 gam (3,5 oz) thịt. Đồng thời, 100 gam (3,5 oz) gà rán thường chứa khoảng 240 calo.

## Chế biến

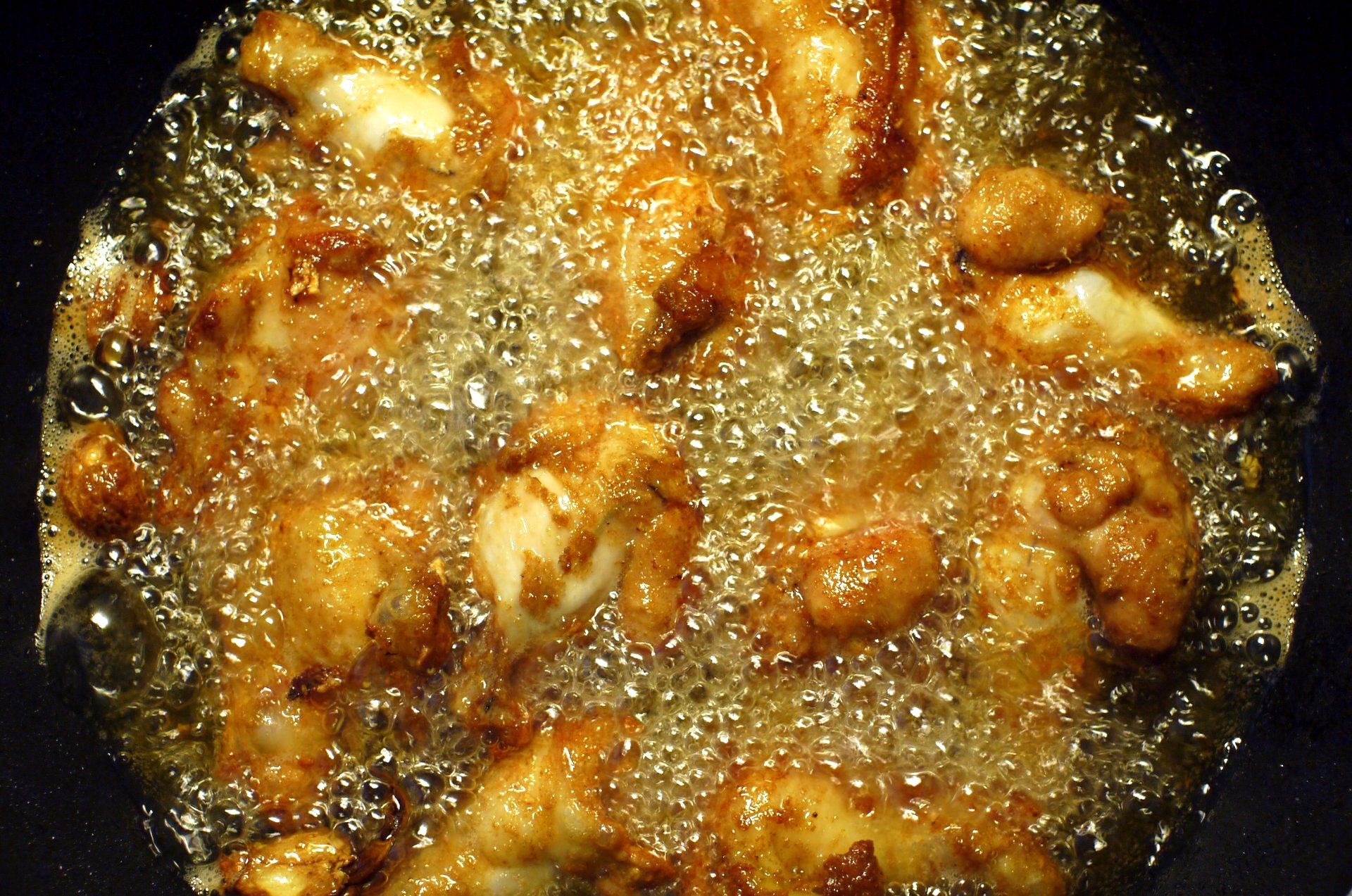
Gà được rán với dầu ngô.

Thông thường, người ta không rán nguyên con gà mà chặt thành các bộ phận riêng. Phần thịt trắng là ức và cánh ở mặt trước của gà, trong khi phần thịt sẫm màu là đùi, chân hoặc "đùi tỏi" ở mặt sau con gà. Ức thường được chia thành hai mảnh và không dùng đến phần lưng. Miếng gà, tức những mảnh ức gà không xương được cắt thành miếng dài, cũng phổ biến.
Truớc khi đem đi chiên, các miếng gà thường được phủ qua một lớp hỗn hợp bột mì có thể chứa trứng hoặc sữa, hoặc nhúng qua bột mì hoặc vụn bánh mì. Cũng có thể nêm thêm các gia vị như muối, tiêu đen, ớt bột, bột paprika, bột tỏi, hoặc bột hành chung vào hỗn hợp trên. Trước đó có thể ướp hoặc ngâm thịt trong sữa lên men, tính axit của sữa sẽ làm mềm thịt. Khi các miếng gà chín, một phần hơi ẩm toát ra từ thịt gà được lớp bột mì hấp thụ, chuyển sang màu nâu cùng với bột, tạo ra một lớp vỏ thơm giòn.
Theo truyền thống, người ta dùng mỡ lợn để chiên gà, nhưng dầu ngô, dầu lạc, dầu hạt cải, dầu đậu nành, hoặc các loại dầu thực vật khác cũng thường được sử dụng. Hương vị của dầu ô liu không thích hợp cho món gà rán truyền thống do có mùi vị quá nồng và điểm khói thấp. Có ba kỹ thuật chính để chiên gà: chiên bằng chảo, chiên ngập dầu và chiên áp suất.

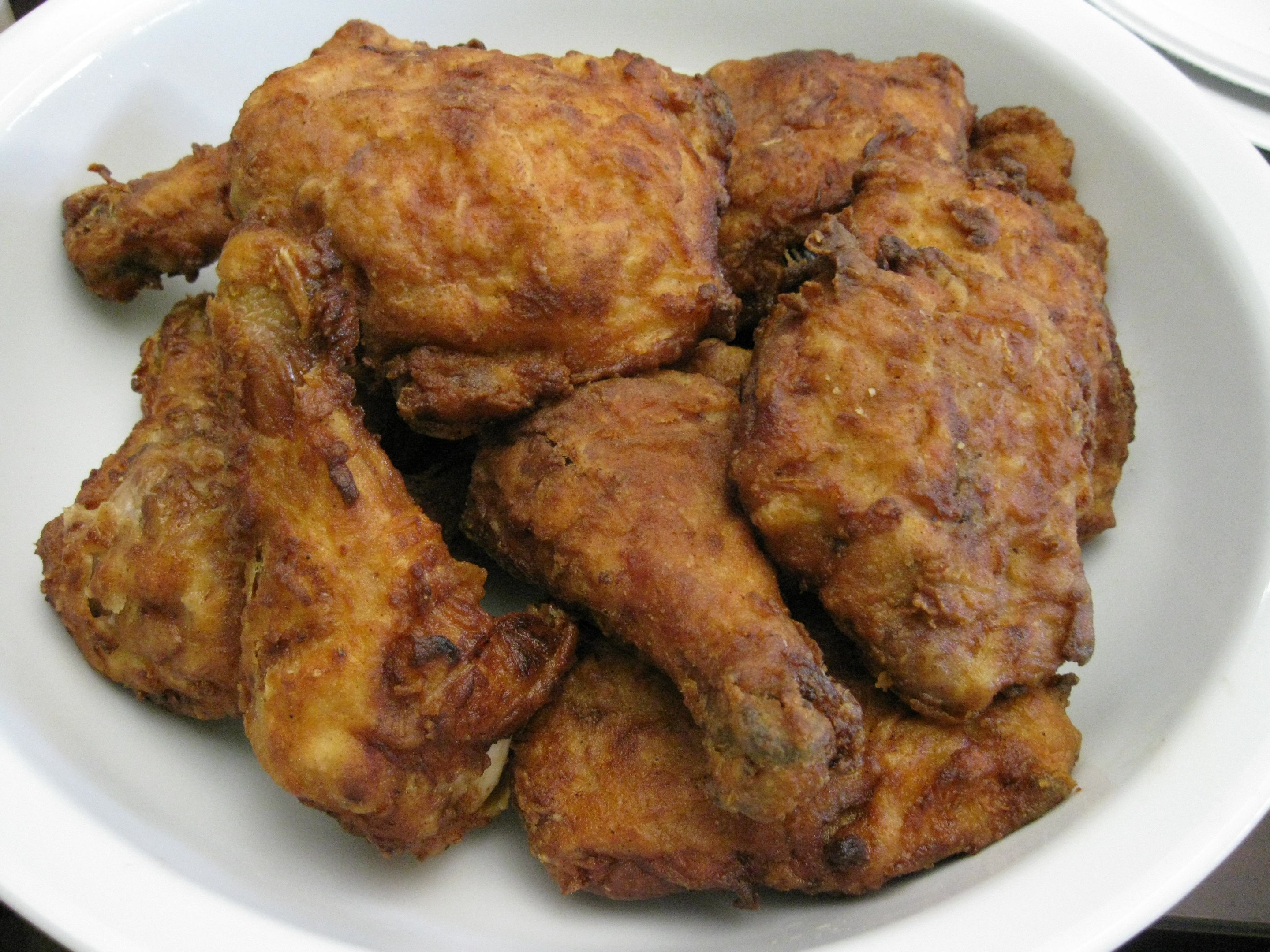
Gà rán

Để chiên bằng chảo (hoặc chiên trên chảo) chảo phải có kết cấu chắc chắn và gà không ngập hoàn toàn trong chất béo. Phần thịt gà đã sơ chế như trên, sau đó đem đi chiên vàng. Nói chung, mỡ được đun nóng đến nhiệt độ đủ nóng để nó thấm vào bên ngoài miếng gà. Khi các miếng gà đã được mỡ thấm vào thì giảm nhiệt độ xuống. Có cuộc tranh luận về mức độ thường xuyên lật các miếng gà, trong đó một bên cho rằng nên thường xuyên lật gà và thậm chí khiến chúng ngả sang màu nâu, còn bên kia lại ủng hộ việc để các miếng thịt quay mặt xuống và chỉ lật khi thực sự cần thiết. Khi miếng gà gần chín, hãy tăng lửa rồi chờ miếng gà ngả sang đúng sắc nâu mong muốn (một số đầu bếp cho thêm một lượng nhỏ bơ vào thời điểm này để tăng thêm màu nâu). Độ ẩm từ thịt gà dính và ngả màu nâu ở đáy chảo trở thành yếu tố cần thiết để làm nước thịt.
Để chiên ngập dầu cần phải sử dụng nồi chiên ngập dầu hoặc thiết bị tương tự. Các miếng thịt gà sẽ được nhúng ngập trong dầu ăn hoặc mỡ (chất béo dạng lỏng). Về cơ bản, quá trình chiên ngập dầu là cho đồ ăn ngập vào dầu để nấu ở nhiệt độ rất cao. Chất béo trong nồi sẽ được nung nóng đến nhiệt độ cần thiết. Kế tiếp, cho các miếng gà vào và nồi chiên sẽ giữ không cho nhiệt độ thay đổi trong suốt quá trình nấu.
Chiên áp suất sử dụng nồi áp suất để đẩy nhanh quá trình nấu. Hơi ẩm bên trong gà trở thành hơi nước và làm tăng áp suất trong nồi, giúp giảm nhiệt độ nấu cần thiết. Hơi nước cũng làm chín gà, nhưng vẫn giúp miếng gà ẩm và mềm trong khi vẫn giữ được lớp phủ giòn. Chất béo được đun nóng trong nồi áp suất. Miếng gà được sơ chế như mô tả ở trên rồi cho vào chất béo nóng. Nắp được đậy trên nồi áp suất, và các miếng gà do đó được chiên dưới áp suất của nồi.
Các cụm từ "country fried" và "chicken fried" cũng được dùng để chỉ các món ăn khác nhưng được chế biến theo kiểu gà rán. Chúng thường là một miếng thịt mềm không xương, được tẩm bột khô hoặc nhúng hỗn hợp chiên xù rồi nấu chín bằng một trong những phương pháp nêu trên. Bít tết chiên đồng quê chính là một ví dụ điển hình của thể loại này. Những món chiên rán kiểu này thường được phục vụ chung với nước sốt thịt.

## Biến thể
- Gà Barberton, còn được gọi là Gà rán Serbia, là một biến thể do những người nhập cư Serbia ở Barberton, Ohio sáng tạo ra, và đã trở nên phổ biến khắp cả tiểu bang.[44]
- Gà Maryland là gà được ướp với bơ sữa rồi rán trên chảo. Món này có nguồn gốc từ bang Maryland và ăn kèm với nước sốt kem thịt. Công thức của món này được lan truyền khắp thế giới, vượt ra khỏi biên giới Hoa Kỳ, đến được giới ẩm thực cao cấp (haute cuisine) của đầu bếp Auguste Escoffier. Trải qua nhiều thay đổi đáng kể đã tìm được một chỗ đứng trong nền ẩm thực Úc và Anh quốc.[45] Người ta chế biến món này bằng cách đặt thịt gà và mỡ lên một cái chảo rồi cho vào lò nướng bánh – phương pháp này còn được gọi là "chiên trong lò".
- Bỏng gà (còn có tên khác là chicken bite) là những miếng gà nhỏ không xương, kích thước vừa ăn, được tẩm bột rồi đem đi chiên. Kết quả thu được là những miếng gà nhỏ có hình dạng như bỏng ngô.[46]
- Gà cùng bánh quế là một đĩa thức ăn gồm các món truyền thống, thường được ăn vào bữa sáng và bữa tối theo truyền thống, rất phổ biến tại các nhà hàng soul food[b] tại miền Nam nước Mỹ.[47]
- Gà cay, phổ biến ở địa phận Nashville, bang Tennessee, là một biến thể của món gà rán, nhưng được chiên trên chảo bằng mỡ lợn và tương ớt cayenne.[48]

## Khuôn mẫu về sắc tộc

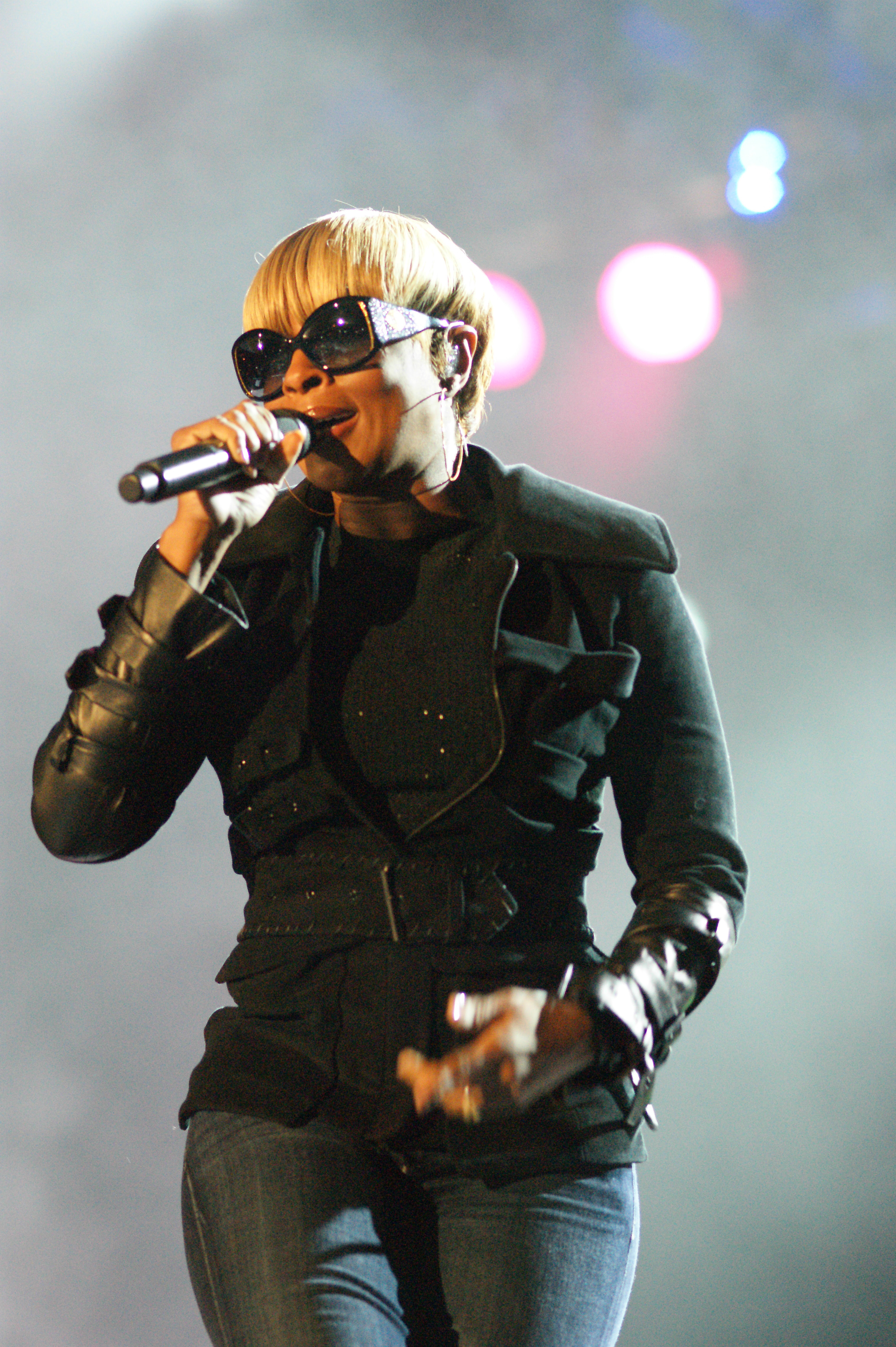
Do nhạy cảm sắc tộc, Burger King phải rút lại một quảng cáo có Mary J. Blige thủ diễn. Cô hát một bài ca ngợi món gà rán bọc trong bánh Tortilla.

Ở Hoa Kỳ có tồn tại một tư tưởng rập khuôn rằng món gà rán gắn liền với văn hóa của người Mỹ gốc Phi. Có nhiều lí do tồn tại đằng sau khuôn mẫu này. Đầu tiên, trước thời kì Nội chiến Hoa Kỳ, các món làm từ gà rất phổ biến trong giới nô lệ, vì gà là loài gia cầm duy nhất mà họ được phép chăn nuôi. Sau đó, loạt show truyền hình minstrel cùng bộ phim điện ảnh The Birth of a Nation cũng góp phần tạo nên một tư tưởng rập khuôn phổ biến về mối liên hệ giữa gà rán và người Mỹ gốc Phi.
Golf thủ người Mỹ Tiger Woods từng hai lần trở thành tâm điểm chú ý liên quan đến món gà rán. Lần đầu tiên xảy ra vào năm 1997, khi golf thủ Fuzzy Zoeller nói rằng Woods nên tránh chọn món gà rán làm thực đơn bữa tối của giải vô địch Master's năm sau. Lần thứ hai là trong một buổi họp báo vào năm 2013, tay golf người Tây Ban Nha Sergio García được hỏi rằng liệu anh có muốn mời Woods đến dự bữa tối trong giải golf Mỹ Mở rộng sắp tới hay không. García không hề biết về tư tưởng rập khuôn trên của xã hội Mỹ nên đã trả lời: "Chúng tôi sẽ mời anh ấy đến mỗi tối. Chúng tôi sẽ cho anh ấy ăn gà rán." Woods đã phản ảnh những lời nói trên là "sai trái, khiến tôi đau lòng và hoàn toàn thiếu tế nhị". Kết quả là sau đó cả Zoeller lẫn García đều phải lên tiếng xin lỗi Woods.
Năm 2011, một cửa hàng đồ ăn nhanh ở ngoại ô Bắc Kinh đặt tên là "OFC" (viết tắt của Obama Fried Chicken, nghĩa là "Gà rán Obama") để liên hệ đến tổng thống Hoa Kỳ Barack Obama. Lo ngại các vấn đề pháp lý có thể nảy sinh từ phía KFC nên cửa hàng đã đổi sang tên mới "UFO".
Tại một bữa tối sự kiện của đài truyền hình NBC thuộc Tháng lịch sử cho người da đen (Black History Month), người ta phục vụ món gà rán cho các thực khách. Tay trống Questlove của ban nhạc the Roots đã chụp ảnh lại, đăng lên trang Twitter cá nhân và tỏ thái độ bất bình.
Năm 2012, thương hiệu Burger King tung ra một mẩu quảng cáo truyền hình, trong đó ca sĩ Mary J. Blige hát về món gà rán bọc trong bánh Tortilla (crispy chicken wrap). Mẩu quảng cáo này đã gây ra một làn sóng phẫn nộ, buộc Burger King phải gỡ nó khỏi nền tảng YouTube và Blige cũng phải công khai xin lỗi.
Năm 2019, chính khách người Hoa Kỳ Will Hurd xuất hiện trên chương trình talk show Real Time with Bill Maher. Ông kể lại quãng thời gian từng làm việc cho CIA, khi đó ông là "một thằng cha chuyên đi thu thập thông tin tình báo về các mối đe dọa tổ quốc trong các con hẻm vào lúc 4 giờ sáng." Dẫn chương trình Bill Maher liền đáp lại: "Ồ, đó là chỗ mà anh thu thập thông tin hả? Wow. Có phải là nhà hàng Popeyes Chicken không?" Phản ứng trên của Maher đã bị cáo buộc là phân biệt chủng tộc.